# Julie Fantová-Kusá
Julie Fantová-Kusá (provdaná Kusá, poté Fantová, rozená Kominíková, 17. dubna 1858 Sedlečko u Votic – 18. května 1908 Praha) byla česká spolková činovnice, mecenáška, sufražetka a feministka, spoluzakladatelka ženských spolků Vesna v Brně a Ústřední spolek českých žen v Praze, a rovněž v letech 1881–1891 starostka Vesny. Spolupracovala s předními osobnostmi českého ženského emancipačního hnutí, jako například Eliška Machová, Teréza Nováková, Věnceslava Lužická či Eliška Krásnohorská. Jejím prvním manželem byl advokát novinář a politik Wolfgang Kusý, druhým pak secesní architekt Josef Fanta.

## Život
Narodila se v obci Sedlečko u Votic (později součást městyse Neustupov) do rodiny statkáře Josefa Kominíka a jeho ženy Josefy, rozené Zavadilové, ze Sudoměřic. Její sestrou byla Pavlína Kominíková, později provdaná jako Klenková z Vlastimilu do Brna. Získala dobré vzdělání. Provdala se roku 1880 za brněnského advokáta Wolfganga Kusého. Manželé žili v Brně a založili rodinu. Ovdověla roku 1886.

### Vesna
V Brně se spolu se sestrou začala zapojovat do české spolkové činnosti v silně německy osídleném Brně. Stála u zrodu prvního moravského ženského pěveckého souboru a později i vzdělávacího spolku Vesna, založeného roku 1870. O jeho vznik zasloužili Leopoldina (Lvislava) Rudišová, Miroslava Helceletová, Amálie Teplá, Ing. Antonín Peka či skladatel a sbormistr JUDr. Josef Illner. Už v roce 1872 se jeho poslání zobecnilo a z pěveckého spolku vznikla ženská vzdělávací jednota, jejímž cílem bylo šířit vzdělanost mezi brněnskými ženami, a to výhradně prostřednictvím českého jazyka. Roku 1881 se stala starostkou poté, co odstoupila Anna Veronika Mikšíčková. Spolek modernizovala dle vzoru pražského Amerického klubu dam, sama jej ze svých prostředků spolufinancovala. Spolupracovala mj. s Eliškou Machovou. Roku byla s jejím přičiněním roku 1891 postavena nová vlastní budova školy Vesny v Údolní ulici. Z funkce odešla roku 1891, kdy ji nahradila Adéla Koudelová.
Podruhé se provdala za architekta Josefa Fantu.

### Ústřední spolek českých žen
Posléze se přesunula do Prahy, kde nadále působila v ženském hnutím. Roku 1897 se podílela spolu se svou sestrou Pavlínou Klenkovou z Vlastimilu, Karolínou Světlou, Terézou Novákovou či Věnceslavou Lužickou na vzniku tzv. Ústředního spolku českých žen. Vznikl s ambicí sjednotit české ženské a feministické spolky v Rakousku-Uhersku pod jednu organizaci. Stal se tak prvním ústředním ženským orgánem českých žen a následně se pak zabýval hájením jejich zájmů na rovnoprávnost, včetně rovných společenských příležitostí, dostupnějšího vzdělání či volebního práva. Na I. sjezdu českoslovanských žen ve dnech 15. až 17. května 1897 na Staroměstské radnici, kterého se zúčastnila přibližně tisícovka delegátek z Čech. Jeho starostkou byla zvolena Pavlína Klenková .
Byla po celý život štědrou mecenáškou a podporovatelkou ženských či charitativních aktivit.
Julie a Josef měli tři děti: dcery Marii a Evu a syna Josefa, který zemřel na italské frontě během první světové války. Dcera Maria se stala známou novinářkou a překladatelkou, psala pod pseudonymem Ma-Fa, měla dlouhodobý romantický vztah s českým politikem Janem Masarykem.

### Úmrtí
Julie Fantová-Kusá zemřela 18. května 1908 v Praze ve věku 50 let. Pohřbena byla v rodinné hrobce na Olšanských hřbitovech.